# Barlaam di Pečers'k
Barlaam di Pečers'k, o Varlaam Pečers'kyj (in ucraino Варлаам Печерський? in russo Варлаам Печерский?, Varlaam Pečers'kij; ... – 1065), è stato un monaco cristiano russo, vissuto al tempo della Rus' di Kiev. Primo egumeno del monastero di Pečers'ka Lavra, è venerato come santo dalla Chiesa ortodossa russa, che lo ricorda il 28 settembre e il 19 novembre.

## Biografia
Nato in una famiglia appartenente alla nobiltà di Kiev, fuggì appena ragazzo dalla propria casa per dedicarsi alla vita monastica. 
Si unì al nuovo monastero che si stava formando nei pressi di Kiev intorno alla figura carismatica di Sant'Antonio di Pečers'k, il quale, notato il suo fervore, lo accettò tra i suoi seguaci e lo fece ordinare dal proprio figlio spirituale e sacerdote Nikon.
Il padre di Barlaam, contrario alle scelte del figlio, cercò per due volte di farlo tornare, lamentando la propria perdita con il Gran Principe Izjaslav I di Kiev. Quest'ultimo, già in forte dissidio con il monastero a causa dell'ordinazione del boiardo e nobile di corte Efraim, lo appoggiò nelle rivendicazioni ma non riuscì a ottenere il ritorno di Barlaam a causa della forte opposizione di Nikon e del gesto di Antonio il quale, credendo di poter così placare gli animi, si autoesiliò.
Nestore di Pečers'k, nella sua Vita di Sant'Antonio, a cui dobbiamo le informazioni principali sulla vita di Barlaam, narra che la principessa Marija Kazimirovna risolse il dissidio riuscendo a placare l'ira del marito e permettendo in tal modo a Ephraim e al giovane Barlaam di dedicarsi alla vita monastica.
Una volta che il monastero si fu ingrandito Antonio nominò Barlaam egumeno e si rifugiò in una grotta dove passò, in solitudine e in preghiera, il resto della propria vita. 
Nel 1058, Barlaam costruì una chiesa in legno in onore dell'Ascensione della Vergine. Convinto dal principe Izjaslav, pochi anni dopo lasciò la Lavra per dirigere il nuovo monastero della città, intitolato a San Demetrio.
Barlaam si recò per due volte in pellegrinaggio in Terra santa e, poco dopo il suo ritorno dal secondo viaggio, morì in Volinia, sulla via che avrebbe dovuto condurlo al monastero della Montagna Sacra di Vladimir. Fu seppellito nelle Grotte Vicine del monastero delle grotte, ove i suoi resti si trovano ancora.